# Деревянки (Шаргородский район)
Деревянки (укр. Дерев’янки, пол. Derewianka, Derewianki) — село на Украине, находится в Шаргородском районе Винницкой области.
Код КОАТУУ — 0525380503. Население по переписи 2001 года составляет 348 человек. Почтовый индекс — 23508. Телефонный код — 4344.
Занимает площадь 1,07 км².

## Адрес местного совета
23507, Винницкая область, Шаргородский р-н, с. Гибаловка, ул. Молодёжная, 4